# برندن تراست
برندن اسکات تراست (به انگلیسی: Brandon Scott Trost؛ زادهٔ ۲۹ اوت ۱۹۸۱) کارگردان، فیلم‌بردار، تهیه‌کننده و فیلم‌نامه‌نویس اهل ایالات متحده آمریکا است.
تراست اولین فیلم خود را با نام یک خیارشور آمریکایی در سال ۲۰۲۰ کارگردانی کرد.

## فیلم‌شناسی

### آثار به عنوان فیلم‌بردار
| سال  | نام                                          | کارگردان                 |
| ۲۰۰۷ | او مرد آرامی بود                             | فرانک کاپلو              |
| ۲۰۰۹ | هالووین ۲                                    | راب زامبی                |
| ۲۰۰۹ | کرانک: ولتاژ بالا                            | برایان تیلور مارک نولدین |
| ۲۰۱۰ | مک‌گروبر                                      | جورما تاکونی             |
| ۲۰۱۲ | گوست رایدر: روح انتقام                       | برایان تیلور مارک نولدین |
| ۲۰۱۲ | اون پسر منه                                  | شان آندرس                |
| ۲۰۱۳ | این آخرشه                                    | ست روگن اوان گلدبرگ      |
| ۲۰۱۴ | همسایه‌ها                                     | نیکلاس استولر            |
| ۲۰۱۴ | مصاحبه                                       | ست روگن اوان گلدبرگ      |
| ۲۰۱۴ | آن لحظه مزخرف                                | تام گورمیکان             |
| ۲۰۱۵ | راهنمای پیشاهنگ‌ها به دوره آخرالزمان زامبی‌وار | کریستوفر لندون           |
| ۲۰۱۵ | شب قبل                                       | جاناتان لوین             |
| ۲۰۱۵ | خاطرات یک دختر نوجوان                        | ماریل هلر                |
| ۲۰۱۶ | همسایه‌ها ۲: انجمن خواهری برمی‌خیزد            | نیکلاس استولر            |
| ۲۰۱۶ | ستاره‌های پاپ: هرگز متوقف نمی‌شوند             | اکویا شوفر               |
| ۲۰۱۷ | هنرمند فاجعه                                 | جیمز فرانکو              |
| ۲۰۱۷ | مرد آینده                                    | هاوارد اُوِرمن کایل هانتر  |
| ۲۰۱۸ | هرگز می‌توانی مرا ببخشی؟                      | ماریل هلر                |
| ۲۰۱۸ | بری                                          | الک برگ بیل هیدر         |
| ۲۰۱۹ | فوق‌العاده شرور، به طرز وحشتناکی شیطانی و پست | جو برلینگر               |
| ۲۰۱۹ | جمستون‌های نیکوکار                            | دنی مک‌براید              |
| ۲۰۲۱ | ایون هنسن عزیز                               | استیون شباسکی            |
| ۲۰۲۲ | سونیک خارپشت ۲                               | جف فاولر                 |
| ۲۰۲۴ | ناکلز                                        | جان ویتینگتون توبی اشر   |
| ۲۰۲۴ | سونیک خارپشت ۳                               | جف فاولر                 |
| ۲۰۲۴ | سگ شب                                        | ماریل هلر                |
| ۲۰۲۵ | سلاح عریان                                   | اکویا شوفر               |
| ۲۰۲۶ | کایوت در برابر اکمی                          | دیو گرین                 |
| ---- | -------------------------------------------- | ------------------------ |

### آثار به عنوان کارگردان
| سال  | نام                 |
| ۲۰۲۰ | یک خیارشور آمریکایی |
| ---- | ------------------- |